# Wasserschloss Sommerau

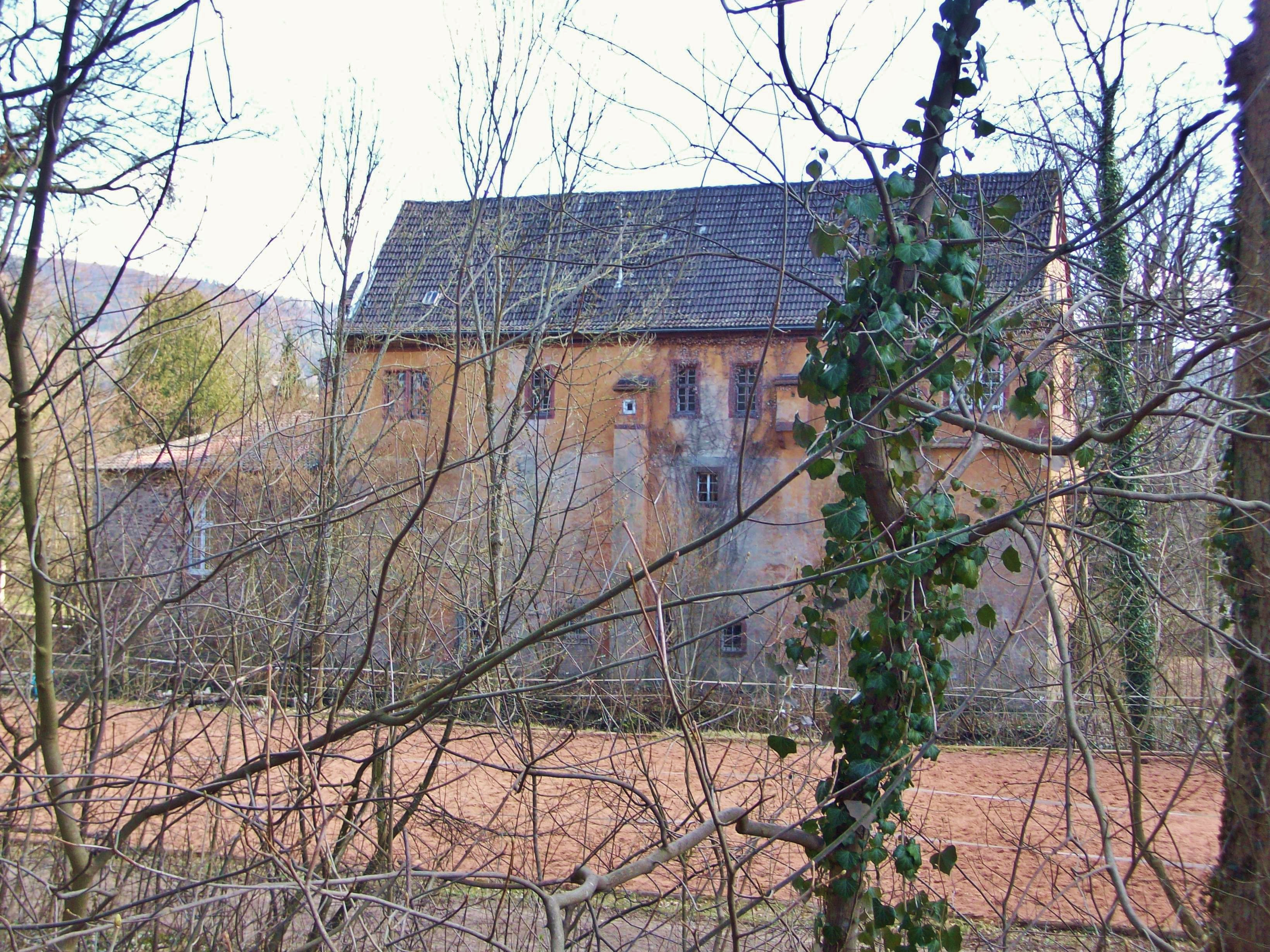
Wasserschloss Sommerau im heutigen Eschau, Nordwestansicht

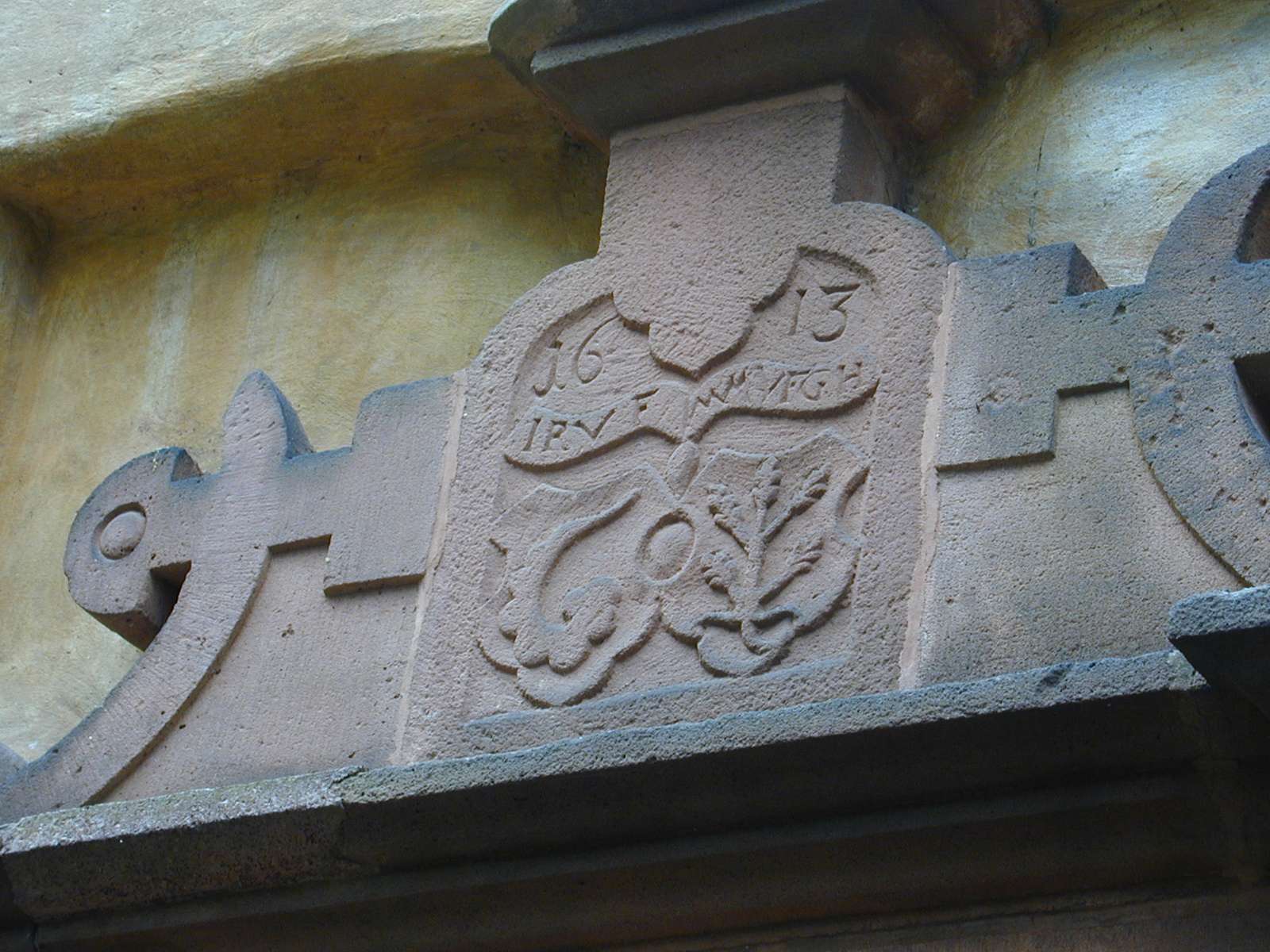
Eingangswappen am Renaissancebau: Allianzwappen Fechenbach und Hettersdorf

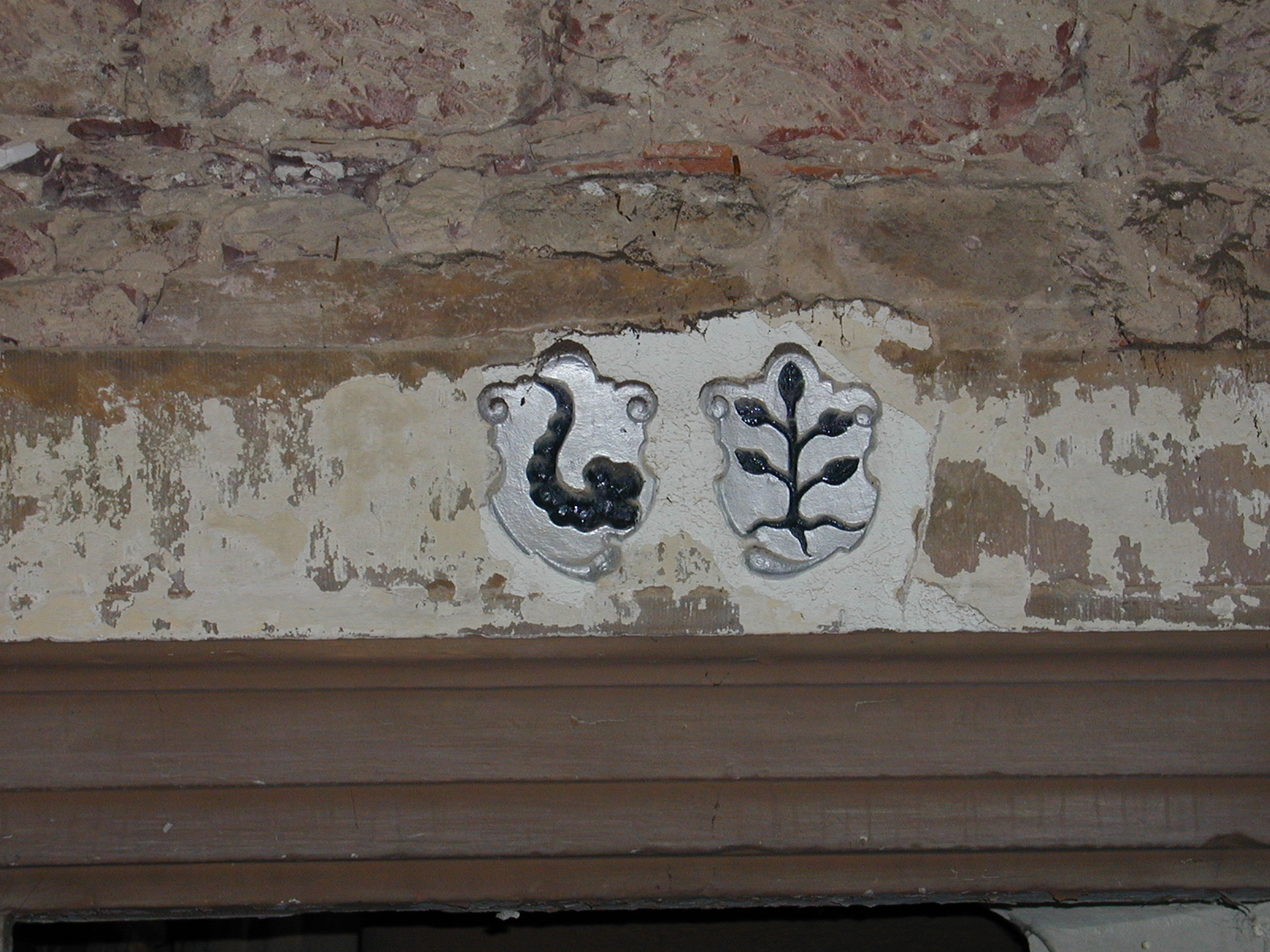
Doppelwappen über Türsturz

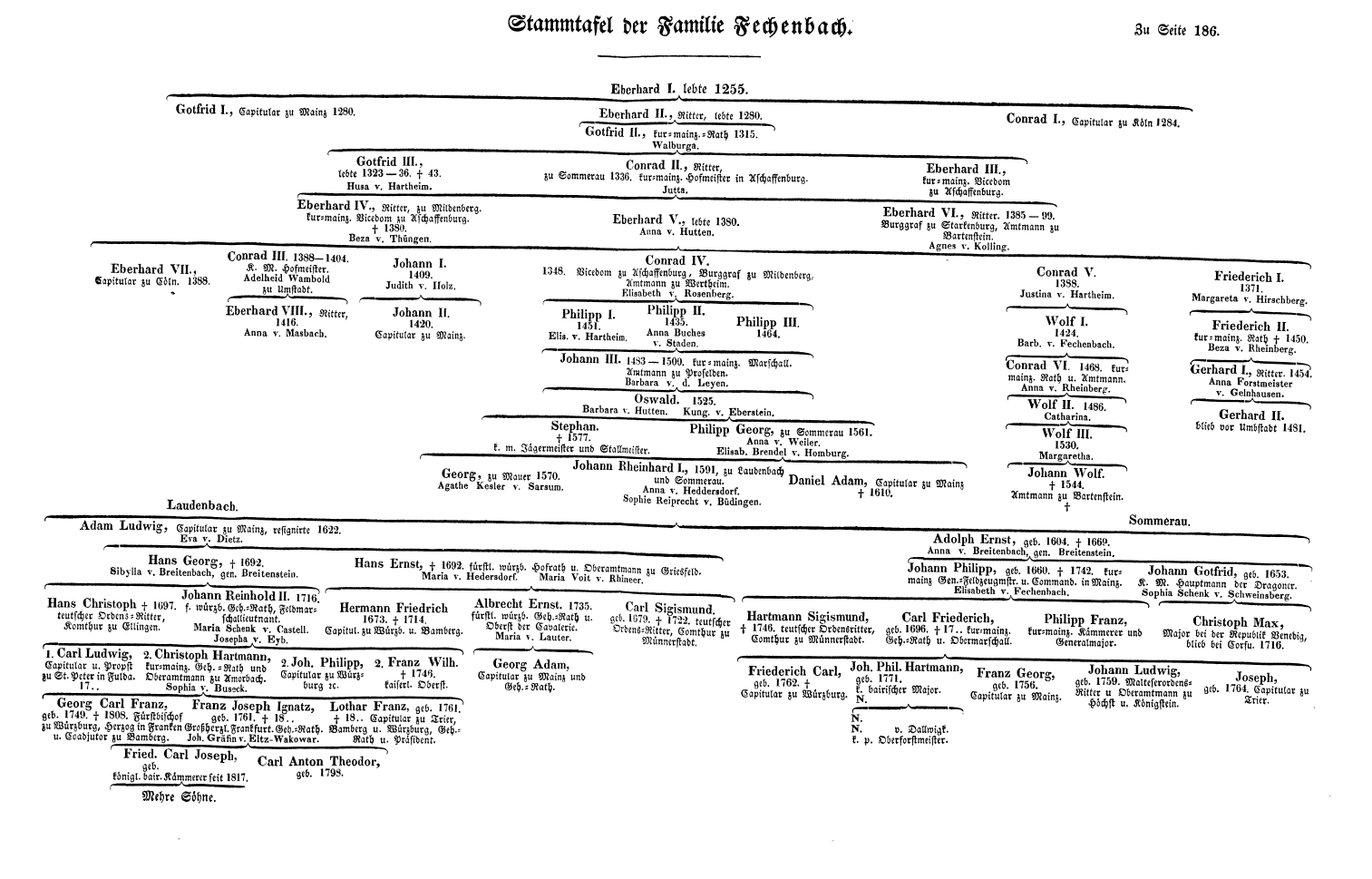
Stammtafel von 1845

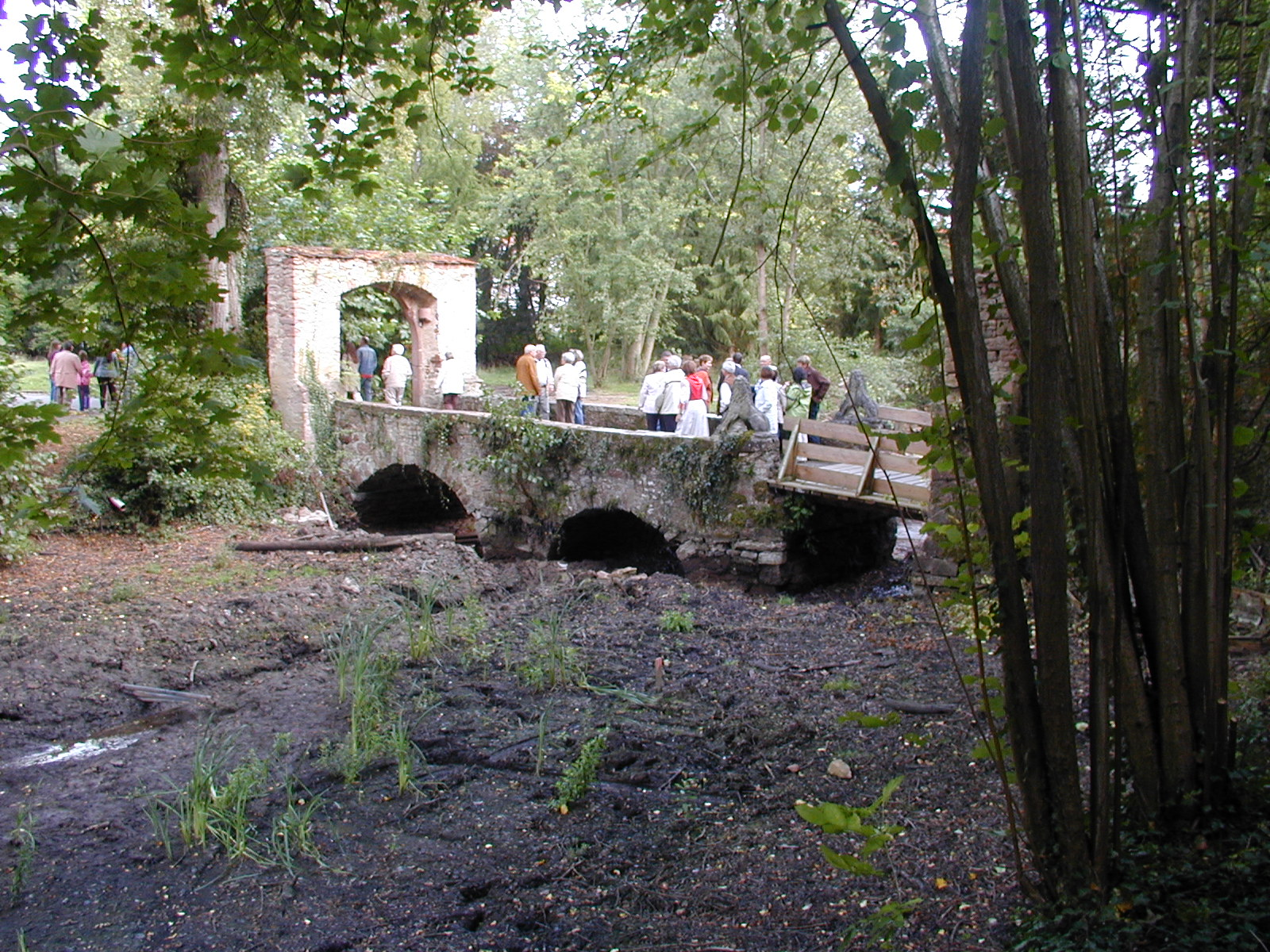
Der alte Zugang über den Burggraben

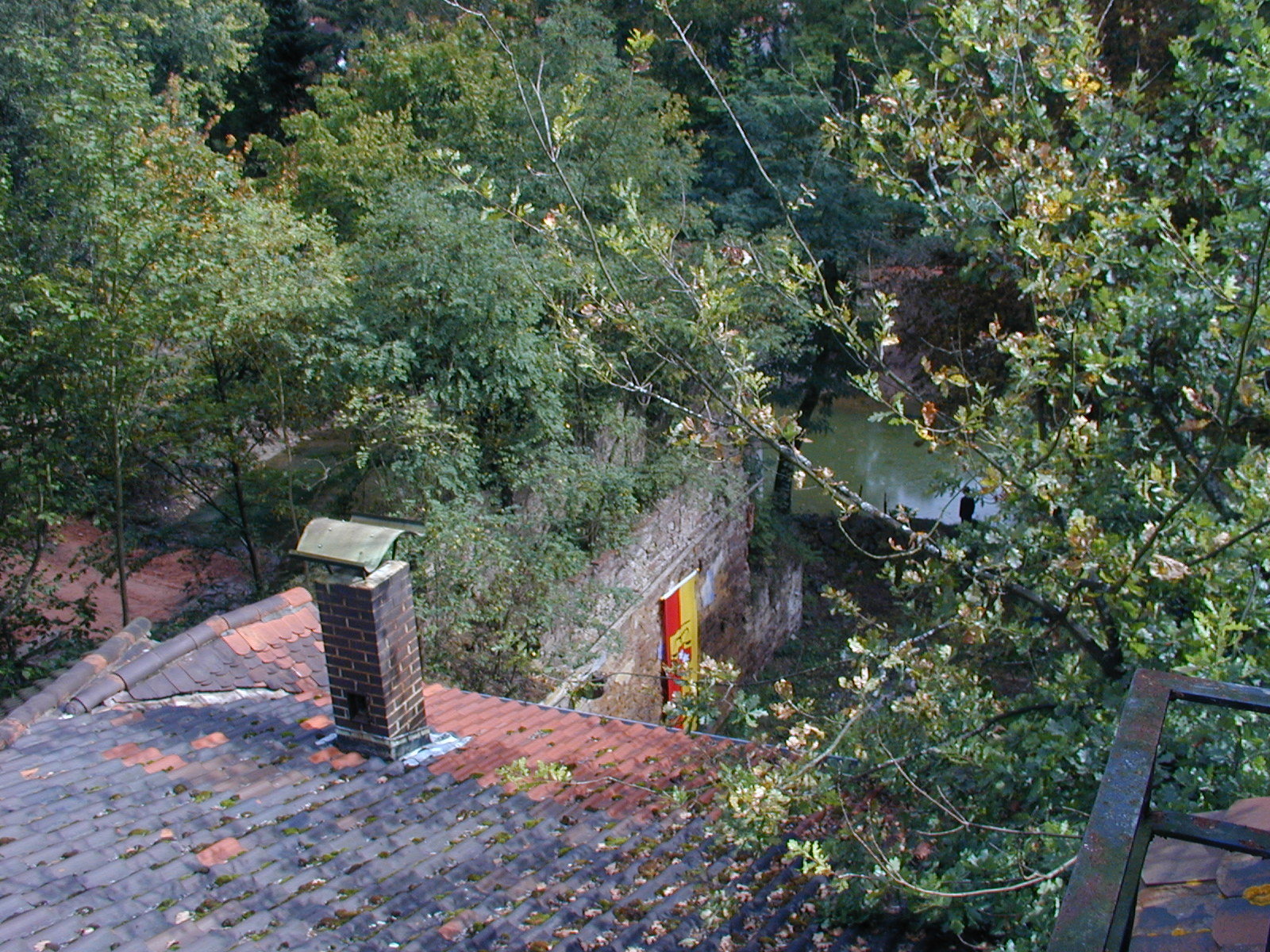
Blick vom Schlossbau auf angrenzenden ältesten Teil der Bebauung, Wassergraben und Zugang

Das Wasserschloss Sommerau ist ein erstmals um 1271 erbautes Burghaus an der Elsava in Sommerau gegenüber von Eschau in Unterfranken. Es ist nach Schloss Mespelbrunn und Wasserschloss Oberaulenbach (→ Kottwitz von Aulenbach) das dritte Wasserschloss in diesem Seitental des Mains im Spessart.

## Geschichte
Das Schloss in Sommerau wurde nach neueren Forschungen nicht 1143, sondern erst nach 1271 als Gegenanlage des Mainzer Erzbischofs (→ Geschichte des Bistums Mainz) zum Herrschaftsbereich der Grafen von Rieneck im gegenüber liegenden Eschau errichtet. Das Gut wurde den Kottwitz zu Lehen gegeben. 1365 war die Sommerauer Burg zwischen den verschwägerten Kottwitz und Fechenbach geteilt. Die Kottwitz und die Herren von Fechenbach waren bis 1550 gemeinsame Besitzer des Schlosses. Die Allianzwappen über einem Eingangsportal (datiert 1613) und einem Türportal zeigen das Wappen des Johann Reinhard von Fechenbach (* 1591) und seiner ersten Ehefrau, Anna Magdalena von Hettersdorf. Nach der Übernahme der Kottwitzschen Anteile waren die Fechenbacher nun die alleinigen Besitzer.
Während des Bauernkrieges wurde das Schloss – der Spessartsage nach, die der Lehrer, Volkskundler und Heimatschriftsteller Valentin Pfeifer gestaltete, – am 2. Mai 1525 unter der Führung des Jakob Hock aus der Sommerauer Hesselsmühle von aufständischen Bauern erstürmt und in Brand gesetzt. Es wurde wieder auf- oder neugebaut, aber im Dreißigjährigen Krieg abermals zerstört. 1650 wurde dann der heute noch bestehende Flügel, ein Renaissance-Bau errichtet, wobei die Reste des Wehrturmes und der Ringgraben erhalten blieben. Nach dem "Renovirten Grundsteuerkataster" von 1856 waren Hartmann Freiherr von Fechenbach Sommerau und Friedrich Karl Joseph von Fechenbach Laudenbach gemeinsame Besitzer. Danach ging das Wasserschloss, nachdem der letzte männliche Nachkomme der Fechenbacher verstorben war, an die Erbnachfolger von Aufseß in Laudenbach.
1916 bis 1920 war das Schloss – vermietet mit allem Inventar – Künstlerresidenz des Maler- und Künstlerehepaars Oskar und Gertel Hagemann. Gertel Hagemann ist die Autorin des Büchleins „MUSCHIK“ – Aus dem Leben eines Pferdes. Diese Geschichte – sie spielt in Sommerau sowie in Karlsruhe und Umgebung – wurde nach ihrem Tode 1940 herausgegeben
Von 1925 bis 1954 wohnte der Arzt Dr. Josef Drescher mit seiner Frau Theresia im Schloss. Im Erdgeschoss befand sich die Küche und im Obergeschoss die Arztpraxis und die Privaträume.
1953 wurde das Wasserschloss von Freifrau Mechthild von Aufseß – ihr Mann Baron Hugo von Aufseß war im Zweiten Weltkrieg gefallen – an den Kaufmann Kurt Kamphausen verkauft, der erhebliche Mittel in Erhalt und Ausbau des Schlosses investierte.
1973 veräußerte Kurt Kamphausen das Schloss samt Inventar an den Werbekaufmann Kurt Redieß. Auch das Ehepaar Redieß investierte erhebliche Summen in das Anwesen. Auf der Südseite des Schlossparks wurde eine Reithalle mit Stallungen errichtet.
1976 dienten die Innenräume beim Tatort-Krimi Zwei Flugkarten nach Rio als Drehort.
1994 verkaufte Redieß das Schloss an die Versicherung Alte Leipziger mit Sitz in Oberursel im Taunus. Die Reithalle und die Stallungen wurden abgerissen und das Schloss total entkernt. Es sollte in der Parkanlage ein Tagungshotel entstehen mit dem Schloss als Begegnungsort. Nach einem Vorstandswechsel wurden diese Pläne jedoch wieder aufgegeben. 1998 wurde das Schloss zum Verkauf angeboten.
Seit 2004 ist das Schloss im Besitz des Architekten Wilfried Stendel. Er begann mit der Sanierung der Schlossanlage und der Planung einer Wohnanlage im Schlosspark.

## (Spessart-)Sagen
Um das Sommerauer Wasserschloss ranken sich einige Sagen-Geschichten, die Karl Heinrich Caspari, Pfarrer in Eschau, Michael Joseph Wirth, Hutmacher – Ratsschultheiß – Chronist in Miltenberg niedergeschrieben haben. Auch in dem Buch "Spessart-Sagen" von Valentin Pfeifer können diese nachgelesen werden. Das folgende Sagen-Gedicht soll dies illustrieren:

### Überfall auf das Schloss in Sommerau
„Mittsommernacht ruht über Sommerau. / Zerrissene Wolken, düster und grau,

Sie jagen weg über’s Herrenschloss, / Das halb einst zerstörte ein Bauerntross.

Nur ab und zu trifft ein Mondenstrahl / Die mächtigen Mauern, die nackt und kahl,

Von Weiher und wirrem Geäst umgeben, / Jahrhunderten trotzend sich stolz erheben.

Unheimlich tönt aus den Ulmen am Tor, / Des Uhu dumpfgrollender Ruf hervor;

Die Erlen am Bach beugt des Sturmes Macht! - / Vom Kirchturm hernieder schlägt’s Mitternacht!-

Da wird’s lebendig vom Kirchhof her - / Ins Dorf verteilt sich’s die Kreuz und Quer –

Zum Schlosse herunter in eilendem Lauf, / Stürmt keuchend ein riesiger Bauernhauf!

Doch nicht mit Flinte und Morgenstern / Bedroh’n sie das Schloss ihres Standesherrn,

Wie einst sie’s in blindem Wüten getan, - / Nein, Steine schleppen sie, Balken heran,

Und Richtscheit und Winkel, Lot, Hammer und Kell’, / Axt, Säge erglänzen im Mondlicht hell.

Es dröhnt auf der Holzbrück’, gesprengt ist das Tor! / Erschrocken flattert der Uhu empor. -

Schon sind an der Arbeit emsig die Bauern, / Sie hacken und graben, sie rüsten und mauern,

Sie zimmern und hobeln, hantieren mit Feile, / Mit Hammer und Meißel in fliegender Eile,

Und ehe noch eine Stunde vergangen, / Seh’n hell sie ihr Handwerk im Mondschein prangen!

Der Wetterhahn dreht sich und quietscht auf dem Turm - / Da schlägt es Eins! -

Erneut heult der Sturm; - / Ein Blitz und ein Schlag! - /  Es bröckelt und kracht! -

Versunken im Weiher ruht all die Pracht - / Bis wieder zur nächsten Mittsommernacht.“